# Степаненко, Павел Никитович
Па́вел Ники́тович Степане́нко (14 июня 1923, Кропоткин, Кубано-Черноморская область — 25 октября 2012, Москва) — Герой Советского Союза, полковник.

## Биография
Родился 14 июня 1923 года в Кропоткине Краснодарского края в семье рабочего. Окончил десять классов.
В феврале 1942 году призван в Красную армию. В августе 1942 года окончил Ростовское артиллерийское училище, эвакуированное на Урал. С сентября 1942 года — на фронтах Великой Отечественной войны. Воевал в составе 309-й стрелковой дивизии на Воронежском фронте. Во время одного из боёв получил ранение.
В дальнейшем отличился в боях во время Сумско-Прилукской наступательной операции при форсировании Днепра. 22 сентября 1943 года вместе с батареей 76-мм пушек под непрерывным огнём противника переправился на подручных средствах на правый берег в районе хутора Монастырёк, где содействовала образованию Букринского плацдарма.
Из наградного листа на присвоение звания Героя Советского Союза:

Тов. Степаненко со своей батареей при форсировании реки Днепр проявил исключительный героизм, мужество и умение в организации переправы. Под сильным артиллерийским, минометным и пулеметным огнем, при налете авиации с воздуха форсируя Днепр на подручных средствах, переправил все свои орудия с их расчетами и, следуя в боевых порядках пехоты, наносил артиллерийским огнем большие потери противнику.
Под руководством т. Степаненко и его непосредственном участии батарея принимала непосредственное участие в отражении 42 ожесточенных контратак противника, из коих 10 танковых, в три раза превосходящих сил противника.
В ходе боев за правобережье батареей уничтожено 2 танка, 2 бронемашины, 12 автомашин с военными грузами и более 400 вражеских солдат и офицеров. Подавлен огонь 2 минометных батарей и 6 станковых пулеметов противника.
Большая доля выпала на батарею Степаненко в разгроме и уничтожении техники и живой силы 51 моторизованного запасного пехотного батальона, 10 моторизованного запасного бронебатальона и 41 моторизованного полка, которым нанесено серьёзное поражение.
За проявленный героизм, мужество и умелое командование батареей в бою достоин представления к высшей правительственной награде — присвоения звания героя Советского Союза.
Командир 955 стрелкового полка майор Давыдов
20 октября 1943 года
— 
Указом Президиума Верховного Совета СССР «О присвоении звания Героя Советского Союза генералам, офицерскому, сержантскому и рядовому составу Красной Армии» от 10 января 1944 года за «образцовое выполнение боевых заданий командования на фронте борьбы с немецко-фашистскими захватчиками и проявленные при этом отвагу и геройство» удостоен звания Героя Советского Союза с вручением ордена Ленина и медали «Золотая Звезда».
С 1948 года старший лейтенант Степаненко в запасе. Учился в Московском юридическом институте (1948—1952), который в 1954 году влился в состав юридического факультета МГУ. По окончании института работал в органах прокуратуры, затем в органах внутренних дел. Служил в подразделениях, обслуживающих закрытые территории: воинские части ПВО, ракетные и космические объекты.
В 1983 году вышел в отставку в звании полковника милиции.

## Награды
Награждён орденами Ленина, Октябрьской революции, Отечественной войны I степени, Красной Звезды, многими медалями.
Решением № 253 от 26 июня 2003 года Дума муниципального образования города Кропоткина присвоила Павлу Никитовичу Степаненко звание Почётного гражданина города Кропоткина.
- Герой Советского Союза[1]
- Орден Ленина[1]
- Орден Октябрьской Революции
- Орден Отечественной Войны 1-й степени
- Орден Красной Звезды

## Память

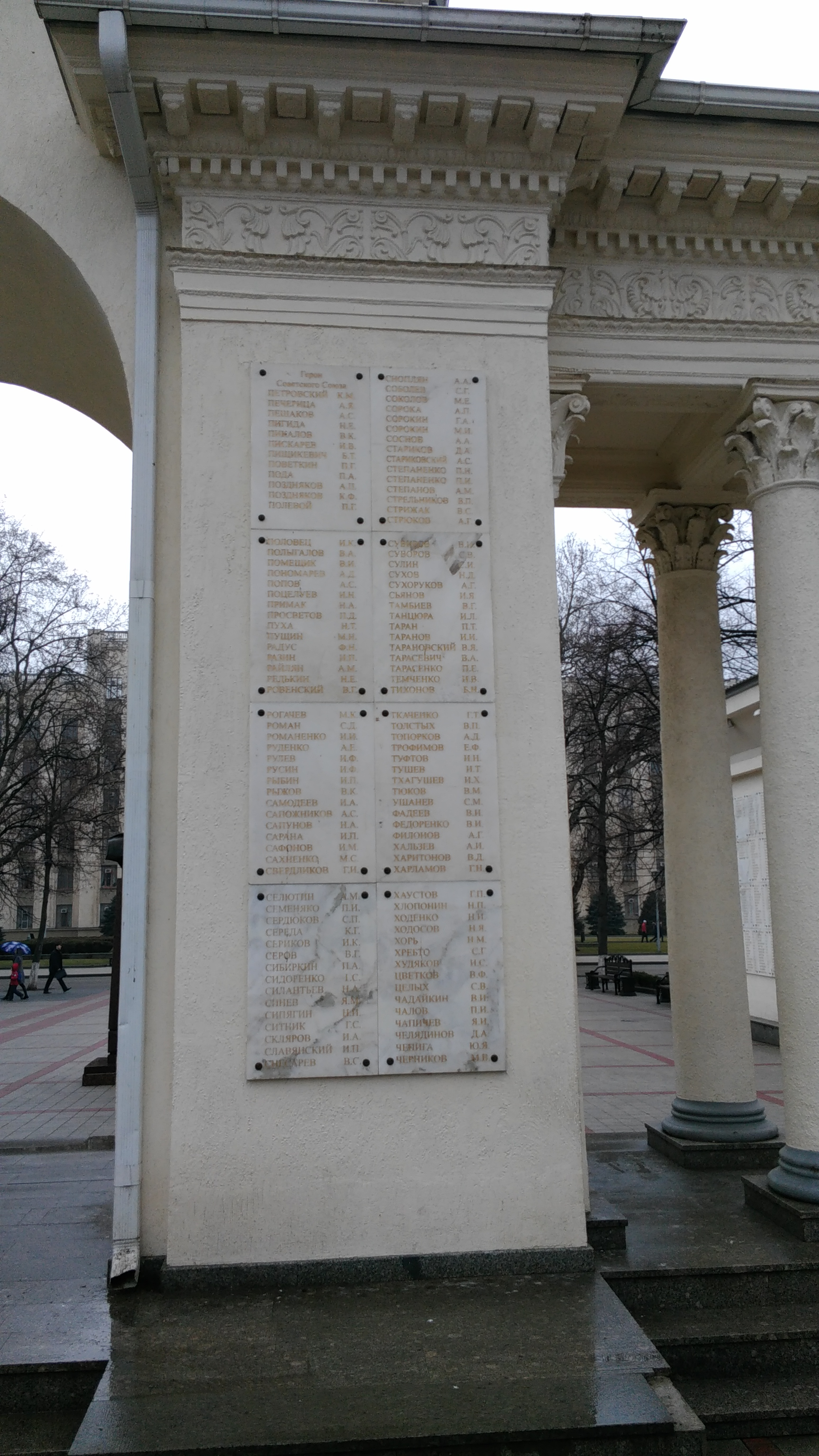
Имя Героя на мемориальной арке в Краснодаре.(П-Ч)

- Имя Героя увековечено на мемориальной арке в Краснодаре.
- Имя Героя высечено золотыми буквами в зале Славы Центрального музея Великой Отечественной войны в Парке Победы города Москвы.

- На могиле героя установлен надгробный памятник.
- В его честь названа школа № 7 в городе Кропоткин.